# Parisaaret (ö i Birkaland, Södra Birkaland)
Parisaaret är en ö i Finland. Den ligger i sjön Rutajärvi och i kommunen Urdiala i den ekonomiska regionen  Södra Birkaland och landskapet Birkaland, i den södra delen av landet, 130 km nordväst om huvudstaden Helsingfors. Öns area är 0,2 hektar och dess största längd är 60 meter i öst-västlig riktning.  Notera att namnet antyder att det är fråga om flera öar.